# Bistum Raphoe
Das Bistum Raphoe (lateinisch Dioecesis Rapotensis, irisch Deoise Ráth Bhoth, englisch Diocese of Raphoe) ist eine in Irland gelegene römisch-katholische Diözese mit Sitz in Letterkenny. Das Gebiet des Bistums deckt sich weitgehend mit dem County Donegal. Das Bistum hat 33 Pfarreien in sechs Dekanaten.

## Geschichte
Das Bistum Raphoe wurde im 5. Jahrhundert errichtet. 1152 wurde das Bistum Raphoe dem Erzbistum Armagh als Suffraganbistum unterstellt.
Seit der Reformation war der Bischofssitz in Raphoe nicht mehr besetzt, die Reste der dortigen alten Kathedrale wurden Bestandteil der Kathedrale der anglikanischen Kirche von Irland.
Im Jahr 1901 wurde der Bischofssitz neu in Letterkenny begründet und die Kathedrale St. Eunan and St. Columba geweiht. Der ursprüngliche Bistumsname wurde beibehalten.

## Weblinks

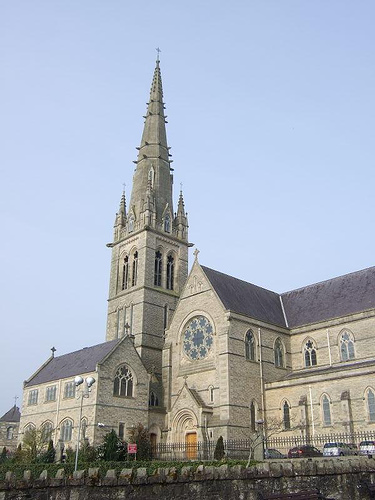
Kathedrale St. Eunan and St. Columba in Letterkenny